# Genial (álbum)
Genial es el disco nº 80 del cantante de cuarteto cordobés, La Mona Jiménez
A mediados de 2010 Jiménez grabó en vivo este disco.
Está compuesto por temas nuevos en su mayoría.

## Lista de temas
1. Hospital de urgencia
2. El universo
3. Secretos de mujer
4. La fuga
5. Señorita
6. Confianza ciega
7. Buscaré
8. Engaño y desengaño
9. Eres mi vida
10. A pesar de todo
11. La canción más bella para ti
12. Tengo miedo
13. Estrella
14. Te quiero cada día más
15. Es una bomba
16. Arma blanca